# Le Cocu magnifique (téléfilm, 1981)
Pour les articles homonymes, voir Le Cocu magnifique.
Pour plus de détails, voir Fiche technique et Distribution.
Le Cocu magnifique est un téléfilm réalisé par Marlène Bertin en 1980 d'après l'œuvre éponyme de Fernand Crommelynck.

## Fiche technique
- Date de sortie : 14 février 1981 (France)
- Titre original : Le Cocu magnifique
- Réalisateur : Marlène Bertin
- Scénariste : d'après l’œuvre de Fernand Crommelynck
- Création des costumes et Chef décorateur : Georges Toussaint

## Distribution
- Corinne Le Poulain : Stella
- Henri Tisot : Bruno
- Jean-Pierre Bacri : Petrus
- Daniel Sarky : Ludovicus
- Mado Maurin : La nourrice
- René Renot : Le comte
- Gilles Tamiz : Estrugo, secrétaire de Bruno
- Gilbert Vilhon : Le bourgmestre
- David Clair : 	Le jeune homme
- Corinne Schmitt : Cornélie